# Békéscsaba–Nagyvárad-vasútvonal
A Békéscsaba–Nagyvárad-vasútvonal egyvágányú, nem villamosított vasútvonal az Alföldön, Magyarország és Románia területén.
- Békéscsaba és Kötegyán közötti szakasza a MÁV 128-as számú vasútvonalának része,
- Kötegyán és Nagyszalonta közötti részét a CFR 311-es számon tartja nyilván,
- Nagyszalonta és Nagyvárad közötti szakasza pedig a CFR 310-es számú Temesvár–Arad–Nagyvárad-vasútvonalához tartozik.

## Történelem
1871. szeptember 14-én adta át az Alföld–Fiumei Vasút társaság. Az eredeti felépítmény az Alföld–Fiumei Vasút fővonalán 32,5 kg/m tömegű "b" jelű vassínekből állt, melyet 1895-től kezdve "c" jelű acélsínekre cseréltek (33,25 kg/m és 34,5 kg/m). A vasúttársaság nehéz gazdasági helyzetbe került, ezért 1884. december 1-jével az állam megvásárolta, a vonalai a MÁV tulajdonába kerültek. A trianoni békeszerződés a vasútvonalat szétdarabolta, jelenleg Magyarország és Románia területén fekszik, viszont a határátmenet járható, a síneket nem szedték fel.